# This Is The Remix
This is the Remix —en español: Esto es el Remix— es el primer álbum de remixes de la cantante estadounidense Jessica Simpson, el cual fue lanzado por el sello Columbia Records el martes 2 de julio de 2002 en los Estados Unidos y en fechas cercanas a esta alrededor del mundo..
This is the Remix reúne remixes de algunas canciones de los dos primeros álbumes de estudio de Jessica Simpson: Sweet Kisses y Irresistible. El álbum contiene siete canciones remezcla de su éxito como «I Wanna Love You Forever» y «A Little Bit». Aunque su lanzamiento fue muy poco promocionado, This is the Remix, alcanzó la posición No.18 en Billboard Top Electronic Albums. Pese a ello, sus ventas en el país norteamericano no fueron suficientes para ser certificadas por la RIAA. This is the Remix vendió más de 300 mil copias en Estados Unidos. Por su parte, sus ventas mundiales ascienden a 1 millón de copias.  Los remixes fueron hechos por DJs como Peter Rauhofer y Hex Hector. La música fue influenciada por varios géneros de la música electrónica, tales como ambiente y techno. 

## Antecedentes
El 15 de abril de 2002, Columbia Records anunció mediante un comunicado de prensa que Simpson lanzará un álbum de remixes titulado This is the Remix. Poco después se conoció que el álbum incluía canciones remezcladas de sus álbumes anteriores. 

## Composición

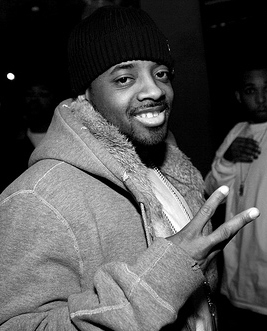
Jermaine Dupri aparece en el video de la canción «Irresistible» So So Def.
Photo: Timothy M. Moore

This Is the Remix es un álbum con una duración de 53 minutos. El disco contiene dos versiones de uno de sus más grandes éxitos, «I Wanna Love You Forever», la primera remezcla de la canción es (Soul Solution Club Mix), la segunda es una versión extendida de la anterior con una duración de más de nueve minutos (Soul Solution Extended Club Mix). «I Wanna Love You Forever» fue escrita por Louis Biancaniello y Sam Watters. La tercera y cuarta remezcla del álbum son versiones de su tercer sencillo de su álbum debut, «I Think I'm In Love With You» la primera producida por Peter Rauhofer (Peter Rauhofer Club Mix) y la segunda por Lenny Bertoldo (Lenny B's Club Mix), los dos temas tiene una duración de nueve minutos. El quinto remix es de tema «Irresistible» producida por So So Def, en esta versión del tema cuenta con la colaboración de Lil Bow Wow, además este tema fue lanzado con sencillo promocionar del álbum. La sexta canción es otro remix de tema «Irresistible» esta vez producida por Hex Hector (Hex Hector Club Mix). La séptima y última canción es una remezcla de «A Little Bit» cuya producción estuvo a cargo de Guido Osorio (Chris "The Greek" and Guido Club Mix). Este es el remix no incluye ninguna canción nueva. Este es el remix es una herramienta de marketing inteligente, pero también es perezoso, una mezcla continua o una nueva pista que han hecho de este un deber-tener para los ávidos fanes de Simpson. Una edición remasterizada digitalmente promocional milenio en envases digipack tríptico también fue lanzado.

## Lista de canciones
| N.º | Título                                                       | Escritor(es)                                                   | Remixer(s)     | Duración |  |
| 1.  | «I Wanna Love You Forever» (Soul Solution Club Mix)          | Louis Biancaniello, Sam Watters                                | Soul Solution  | 4:04     |  |
| 2.  | «I Wanna Love You Forever» (Soul Solution Extended Club Mix) | Biancaniello, Watters                                          | Soul Solution  | 9:28     |  |
| 3.  | «I Think I'm In Love With You» (Peter Rauhofer Club Mix)     | Cory Rooney, Dan Shea, John Mellencamp                         | Peter Rauhofer | 9:19     |  |
| 4.  | «I Think I'm in Love with You» (Lenny B's Club Mix)          | Rooney, Shea, Mellencamp                                       | Lenny Bertoldo | 9:39     |  |
| 5.  | «Irresistible» (So So Def Remix (featuring Lil Bow Wow)      | Anders Bagge, Arnthor Birgisson, Pamela Sheyne, Jermaine Dupri | So So Def      | 3:35     |  |
| 6.  | «Irresistible» (Hex Hector Club Mix)                         | Bagge, Birgisson, Sheyne                                       | Hex Hector     | 8:54     |  |
| 7.  | «A Little Bit» (Chris "The Greek" and Guido Club Mix)        | Kara DioGuardi, Steve Morales, David Siegel                    | Guido Osorio   | 7:55     |  |

## Posicionamiento
| País           | Lista musical                     | Primera semana | Posición de ingreso | Posición más alta | Semanas en la posición más alta | Semanas en la lista musical | Última semana |
| -------------- | --------------------------------- | -------------- | ------------------- | ----------------- | ------------------------------- | --------------------------- | ------------- |
| América        |                                   |                |                     |                   |                                 |                             |               |
| Estados Unidos | Billboard Dance/Electronic Albums | 20-07-2002     | 18                  | 18                | 1                               | 2                           | 27-07-2002    |